# 光川愛
光川 愛（みつかわ あい、1980年10月21日 - ）は韓国､ソウル出身の舞台女優。劇団四季所属。

## 人物
- 韓国で、4歳からテレビドラマに出演。
- ソウル芸術大学演劇科出身。
- 2003年、劇団四季創立50周年記念オーディション合格。研究所に入所。
- 『ライオンキング』では､日本と韓国で同時期にラフィキを、それぞれの国の言葉で演じた。
- 『アイーダ』で共演した濱田めぐみ、樋口麻美（アイーダ役）とは、普段から信頼関係を築いていた。

## 出演作品
- ジーザス・クライスト＝スーパースター-アンサンブル
- マンマ・ミーア!-ドナ・シェリダン，ターニャ，アリ
- ドリーミング-ベリリューヌ、ベランゴー
- ライオンキング-サラビ、ラフィキ
- ウィキッド-アンサンブル
- アイーダ-アムネリス
- クレイジー・フォー・ユー-アイリーン
- 異国の丘-宋美齢
- ソング&ダンス60感謝の花束-シンガー
- カモメに飛ぶことを教えた猫-ケンガー
- はじまりの樹の神話-アンサンブル
- リトルマーメイド-アースラ